# Geostiba tbatanana
Geostiba tbatanana – gatunek chrząszcza z rodziny kusakowatych i podrodziny rydzenic.
Gatunek ten opisany został po raz pierwszy w 2022 roku przez Volkera Assinga na łamach „Contributions to Entomology”. Jako lokalizację typową wskazano północne okolice Birkiani w gruzińskiej Kachetii. Epitet gatunkowy odnosi się do pasma Tbatana, w którym leży miejsce typowe.
Chrząszcz o wydłużonym ciele długości koło 2,8 mm. Głowa jest ruda z jasnorudymi czułkami, lekko wydłużona. Oczy są silnie uwstecznione, pozbawione fasetek. Tak długie jak szerokie przedplecze ma barwę głowy i jest od niej wyraźnie szersze. Pokrywy są znacznie krótsze od przedplecza, niewiele od niego szersze, ubarwione jak ono. Mikrorzeźba głowy, przedplecza i pokryw jest wyraźna, matowa. U samca pokrywy mają rozległe i głębokie wciski po bokach szwu z silnie wyniesionymi, ostrymi żeberkami osiągającymi ich tylne krawędzie. Odnóża mają żółte ubarwienie. Odwłok jest rudy. U samca na powierzchni siódmego tergitu znajduje się para zbiegających się ku tyłowi żeberek tylno-środkowych. Genitalia samca mają duży środkowy płat edeagusa.
Gatunek palearktyczny, znany wyłącznie z Kachetii. Znaleziony został w pobliżu strumienia, na skraju lasu mieszanego, na rzędnych około 760 m n.p.m. Bytuje w glebie.